# Збагачуваність
Збага́чуваність (рос. обогатимость, англ. washability, нім. Aufbereitbarkeit f) — здатність корисних копалин до розділення на відповідні продукти при їх збагачуванні. Залежить від контрастності розділових ознак корисної копалини. Збагачуваність є технологічною оцінкою можливої повноти вилучення корисних компонентів з руд і вугілля шляхом їх збагачення.
З урахуванням того, що на збагачуваність впливають дві групи факторів — характеристики самого збагачуваного матеріалу і характеристики збагачувальних процесів, а збагачення є багатоопераційним процесом (дроблення, подрібнення, гравітація, фізико-хімічні методи, зневоднення тощо) з сучасних позицій під збагачуваністю слід розуміти таку технологічну оцінку можливої повноти вилучення корисних компонентів з руд і вугілля, яка передбачає оптимізацію параметрів технологічних процесів всього ланцюга переділу при збагаченні корисних копалин.

## Загальна характеристика
Збагачуваність — це гранично можлива точність розділення корисної копалини на відповідні продукти, яка не залежить від ефективності роботи збагачувальної машини.
Збагачуваність корисної копалини залежить від її мінералогічного, гранулометричного і фракційного складу.
Мінералогічний склад подає дані про мінерали, що складають гірничу масу, їхню кількість, форму і розмір зерен, ступінь зрощення мінералів один з одним. Характеристика вкраплення мінеральних домішок у корисній копалині впливає на вибір числа стадій збагачення. У тих випадках, коли розділові властивості мінералів виявляються близькими виконують дослідження їхніх фізичних властивостей. З урахуванням фізичних властивостей розглядається питання про вибір схеми і методу збагачення;
Гранулометричний склад містить інформацію про максимальну крупність сировини, співвідношення в ній класів крупності і дозволяє вирішити питання про вибір схеми підготовчих операцій. Гранулометричний склад і зольність окремих класів вугілля впливають на вибір процесу і глибини збагачення.
Фракційний склад являє собою кількісну оцінку можливості розподілу вільних мінеральних зерен і зростків по фракціях різної густини і крупності. Гранично можлива точність розділення називається збагачуваністю. Для оцінки збагачуваності корисної копалини (напр., вугілля) за даними фракційного аналізу будують криві збагачуваності.

## Контрастність розділових ознак як основний визначник збагачуваності

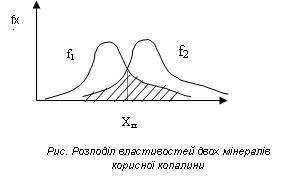

Інтегративно оцінити збагачуваність мінеральної сировини можна за контрастністю розділових ознак.
Контрастність розділових ознак корисної копалини — це відмінність властивостей між вмісними породами і цінним компонентом за кольором, блиском, густиною, магнітною сприйнятливістю, діелектричною проникністю, електропровідністю тощо. Кожна з властивостей Х характеризується не одним числом, а функцією розподілу f(Х). Якщо корисна копалина складається з двох мінералів, то кожний з них має функцію розподілу f1(Х) і f2(Х). Спільна площа цих функцій (заштриховано) визначає діапазон властивостей, де не можна розрізнити цінний мінерал від вмісної породи.
Кількість мінералу, яку неможливо розрізнити за властивістю Х складає величину, пропорційну площі заштрихованого сектора. Коли функції f1(Х) і f2(Х) повністю збігаються, то φ= 1 і неможливо розрізнити весь мінерал. Показник контрастності К = 1 — φ .

## Методи визначення збагачуваності
Існують табличні, графічні і аналітичні методи оцінки збагачуваності, зокрема, криві збагачуваності, поверхні збагачуваності.

### Основні задачі досліджень корисних копалин на збагачуваність
Під збагачуваністю розуміють гранично можливу точність розділення корисної копалини на відповідні продукти, яка не залежить від ефективності роботи збагачувальної установки. Збагачуваність є технологічною оцінкою можливого ступеня вилучення і концентрації мінеральних компонентів при збагаченні корисних копалин. Збагачуваність корисної копалини — обов'язкова характеристика родови¬ща, яка залежить від його мінерального складу, текстури і структури.
Дослідження корисних копалин на збагачуваність виконують для оцінки і затвердження запасів родовища, розробки технології і схем збагачення, отримання необхідних даних для проектування нових збагачувальних фабрик і удосконалення технології збагачення на діючих фабриках, а також при випробуванні нових машин та реагентів.
Дослідження корисних копалин на збагачуваність являють собою комплекс різних випробувань: дослідження речовинного складу корисної копалини, крупності і характеру вкраплення корисних мінералів, розробку технології збагачення вибраними методами і установлення технологічних показників з урахуванням комплексного використання сировини та охорони навколишнього середовища.
Дослідження корисних копалин для оцінки і затвердження запасів родовища виконують головним чином у лабораторному масштабі та у скороченому обсязі, тому що у цьому випадку детальна розробка технології збагачення не потрібна. Для проектування нових збагачувальних фабрик або удосконалення технології діючих, дослідження в багатьох випадках проводять у три етапи (лабораторні, напівпромислові, промислові).
Напівпромислові дослідження проводять на дослідних установках безперервної дії або на дослідних фабриках невеликої продуктивністы, в умовах, далеких від розглянутих, іноді з іншою метою, і, можливо, не кращим чином. Тому бажано обмежити обсяг використовуваної інформації тільки безсумнівними даними по близьких аналогах. Наявна апріорна інформація не повинна сковувати дослідника.

### Стадії технологічних досліджень на збагачуваність
Після збору апріорної інформації про досліджувану сировину й обґрунтування аналогів (сировина — технологія) проводять попередні дослідження, що включають мінералогічний, фракційний, ґранулометричний аналізи, а також деякі визначення фізичних властивостей матеріалів. Результати цих досліджень дозволяють намітити схему дослідження на збагачувальних апаратах.
Усі дослідження на збагачуваність можна розбити на ряд послідовних стадій, кожна з яких переслідує певну самостійну мету, хоч і взаємозалежну з іншими стадіями.
Метою першої стадії є виділення максимальної кількості пустої породи простим і дешевим способом при мінімальному ступені подрібнення. Ця стадія обумовлена вмістом у видобутій гірничій масі значної кількості породи, яка практично не містить цінних мінералів. Особливо велике значення це має при використанні високопродуктивних методів видобутку (відкриті методи розробки, системи з масовим обваленням), а також при розробці розсипів.
Вважається, що відвальні хвости першої стадії збагачення повинні містити корисного компонента не більше, ніж відвальні хвости у випадку відсутності такого попереднього збагачення. Однак економічно виправдані і більш багаті хвости першої стадії, тому що високий ступінь концентрації в цій стадії не тільки здешевлює усю переробку, але і дозволяє у наступних стадіях переробки збагаченого продукту, досягати більш високого вилучення.
На першій стадії найчастіше застосовують гравітаційні методи збагачення (у важких суспензіях, відсадку й ін.), іноді магнітну сепарацію, колективну флотацію сульфідів, а останнім часом бактеріальне вилуговування.
Метою другої стадії (іноді буває першої) є підготовка сировини до наступного збагачення — максимальне розкриття цінних мінералів з урахуванням можливості застосування тих або інших методів збагачення. При цьому варто враховувати, з одного боку, втрати з тонкими класами (шламами) при тонкому подрібненні, з іншого боку — розміри вкраплення цінних матеріалів.
Крім подрібнення підготовча стадія може включати магнетизуючий, сульфатизуючий або інший вид випалювання, кондиціонування пульпи перед флотацією (аерація, обдирання, обробка реагентами). На цій стадії досягається максимальна збагачуваність вихідної сировини тими методами, що будуть застосовані на наступній стадії.
Третя стадія досліджень включає визначення оптимального режиму збагачення для одержання чорнового концентрату. Метою цієї стадії є одержання максимального вилучення усіх цінних компонентів. Відповідно до цієї мети визначаються параметри роботи збагачувальних апаратів, реагентний режим основної флотації і т. ін.
У четвертій стадії з'ясовується можливість одержання кінцевих продуктів заданої якості (кондиційних концентратів), визначається вид і режим доводочних операцій, з'ясовується необхідність і можливість використання хімічних і металургійних методів переробки продуктів.
На п'ятій стадії дослідження відпрацьовується схема: вибирається кількість перечисних і контрольних операцій, визначається доцільність виділення і способи переробки проміжних продуктів. Ці дослідження не завжди можна здійснити в лабораторних умовах. Іноді їх проводять на напівпромислових установках або діючих фабриках.
Остання (шоста) стадія — техніко-економічне дослідження — передбачає порівняння варіантів за технологічними і економічними показниками, а іноді й випробовування деяких варіантів схем.
Необхідно відзначити, що чітких правил вибору технологічних схем поки що не існує. Правильність вибору залежить від досвіду дослідника, тому на останній стадії доцільне залучення широкого кола фахівців для консультацій, вивчення досвіду переробки руд аналогічного складу й аналіз різних методів переробки мінеральної сировини.
Специфічність кожного родовища не дозволяє заздалегідь визначити схему збагачення будь-якої руди. Крім того, розвиток техніки збагачення корисних копалин часто дозволяє у новому дослідженні на збагачуваність використовувати нетрадиційні підходи до вибору схем і методів концентрації тих або інших мінералів.

## Збагачуваність мінеральної сировини за процесами і мінеральною сировиною
Розрізняють:
- Збагачуваність флотацією — флотаційна здатність (флотованість)
- Збагачуваність гравітаційними процесами
- Збагачуваність електричною сепарацією

- Збагачуваність магнітних руд
- Збагачуваність вугілля